# هارييت لين
هارييت لين (بالإنجليزية: Harriet lane)‏ ولدت في ( 9 مايو 1830م - وتوفيت في 3 يوليو 1903م )، هي السيدة أولى للولايات المتحدة الأمريكية من 1857 حتى 4 مارس 1861. وكانت تعدّ السيدة الأولى خلال حكم خالها جيمس بيوكانان الذي لم يتزوج. ذُكر أنها أصل السيدات الأوليات الحديثات، فكانت مضيفة دبلوماسية وفاتنة، وروّجت لبعض القضايا التي تستحق الترويج، وجرى تقليد طراز الأزياء التي ترتديها. أبقت لين في وصيّتها رأس مال لتمويل بناء مدرسة جديدة ترتكز على كاتدرائية واشنطن الوطنية. أُطلق اسمها على بضع سفنٍ تكريمًا لها، مثل القطاعة يو إس سي جي سي هارييت لين، إحدى سفن خفر السواحل التي لا تزال في الخدمة حتى عام 2021.

## مكانتها
تُعد لين المرأة الوحيدة التي شغلت منصب السيدة الأولى لرئيس عازب، إذ أن بيوكانان هو الرئيس الأمريكي الوحيد الذي لم يتزوج. لين واحدة من إحدى عشرة امرأة شغلت منصب السيدة الأولى مع أنها غير متزوّجة من الرئيس، لكن معظم النساء الأخريات من أقارب الرؤساء المترمّلين.

## حياتها المبكرة
يعود أصل عائلة هارييت لين إلى مقاطعة فرانكلين في ولاية بنسلفانيا، وهي الطفلة الأصغر للتاجر إليوت تول لين وزوجته جين آن بيوكانان لين. فقدت لين والدتها عندما كانت في سنّ التاسعة، وتيتمت بعد سنتين إثر وفاة والدها، فطلبت تعيين خالها المفضّل، جيمس بيوكانان، وصيًا شرعيًا عليها. كان بيوكانان سيناتورًا ديمقراطيًا غير متزوّج من ولاية بنسلفانيا، وأفرط في رعاية ابنة أخته وشقيقتها، فأدخلهما مدارسًا داخلية في تشارلز تاون في ولاية فرجينيا الغربية (ثم درسَتا سنتين لاحقًا في مدرسة جورجتاون التحضيرية للإناث، الواقعة في حيّ جورجتاون ضمن واشنطن العاصمة). شغل بيوكانان في تلك الفترة منصب وزير الخارجية، وقدّم هارييت إلى الدوائر السياسية والعصرية تلبية لوعده السابق.
التحقت لين بخالها بيوكانان في لندن عام 1854، حيث عمل سفيرًا إلى بلاط القديس جيمس الملكي. وهبت الملكة فيكتوريا «السيدة لين العزيزة» رتبة زوجة السفير، وذاع صيت جمالها بسبب الخاطبين المعجبين بها. تميّزت هيئة «هال» لين بالطول المتوسط، وكان شعرها كثيفًا فاتح اللون، ويميل إلى اللون الذهبي، ووُصف لون عينيها بالبنفسجي.

## السيدة الأولى للولايات المتحدة الأمريكية
رحّبت العاصمة بـ«الملكة الديمقراطية» الجديدة في البيت الأبيض عام 1857. كانت هارييت مضيفةً ذائعة الصيت خلال سنوات ولاية بيوكانان الأربع. قلّدت النساء تسريحة شعرها وأسلوب لباسها (خصوصًا عندما أنزلت تقويرة فستانها مسافة 2.5 إنش في خطاب تنصيب الرئيس)، وسمّى الآباء بناتهم باسمها، وأُلّفت أغنية شعبية للاحتفاء بها خصوصًا، حملت عنوان «استمعْ إلى طيور المحاكي». أما في البيت الأبيض، فاستخدمت لين منصبها لترويج قضايا اجتماعية، مثل تحسين ظروف معيشة سكان أمريكا الأصليين في المحميات الهندية، أوضحت رأيها بخصوص دعوة الفنانين والموسيقيين إلى المناسبات الاجتماعية التي يقيمها البيت الأبيض. تُعد هارييت لين أول السيدات الأوليات الحديثات جراء شعبيتها الواسعة، وعملها على نصرة القضايا الاجتماعية، وجرت الموازنة بين شعبيتها في تلك الفترة وشعبية جاكلين كينيدي في ستينيات القرن الماضي. سُمي اليخت الرئاسي تيمنًا باسمها -أولى السفن التي تُسمى تيّمنًا بها، ولا تزال إحدى تلك السفن في الخدمة.
أولت لين عنايةً خاصة بترتيبات مقاعد الجلوس في حفلات العشاء الرسمية الأسبوعية، وذلك إبان الفترة التي شهدت زيادة التوترات الطبقية، فمنحت الوجهاء الصدارة التي تلائم منزلتهم، وحالت بين التقاء الأخصام السياسيين أيضًا. حافظت لين على لباقتها الدائمة، لكن وظيفتها أصبحت لا تطاق، كما وظيفة خالها أيضًا. شهدت ولاية بيوكانان المنتهية انفصال سبع ولايات أمريكية، فعاد الرئيس السابق وابنة أخته إلى منزلهما الريفي الرحب في ويتلاند، قرب لانكاستر، في ولاية بنسلفانيا.

## غرامياتها وزواجها
طلب السير فيتزروي كيلي الزواج منها عندما كانت في إنجلترا، وشغل حينها منصب المدعي العام لرئيس الوزراء اللورد بالمرستون، فوقفت الملكة فيكتوريا إلى جانب هذا الزواج لأنه يضمن بقاء لين في إنجلترا.
استعرضت لين محاسن عددٍ من الخاطبين، وحذّرها خالها من «الاندفاع الطائش إلى العلاقات الزوجية» بعد أن اكتشفت الفتاة تحت الوصاية أن الخاطبين الموجودين «طيبي الخلق، لكنهم مزعجون إلى حدّ فظيع». تزوّجت لين في النهاية مصرفيًا من بالتيمور يدعى هنري إليوت جونستون، وبلغت حينها سنّ السادسة والثلاثين. أنجب الزوجان طفلين، لكن لين شهدت وفاة خالها وزوجها وابنيها خلال ثماني عشرة سنة، منذ 1867 وحتى 1885.

## حياتها اللاحقة ووفاتها
كتبت هارييت وصيّتها في سنة 1895، وعاشت بعدها ثماني سنوات. أدى الرخاء العام الذي ساد البلاد في تلك السنوات إلى زيادة هائلة في قيمة عقارها. أضافت لين تعديلًا على الوصية في سنة 1899، ينصّ على تشييد مبنى مدرسةٍ قائمٍ على كاتدرائية واشنطن الوطنية، وطلبت تسميتها مبنى لين جونستون «كي يرتبط اسم عائلتي وعائلة زوجي بهذه التركة التي مُنحت في ذكرى ابنينا». أدى تعديل عام 1903 إلى زيادة العطيّة بمقدار الثلث، لكن الوصية نصّت على إنفاق نصف المبلغ فقط لتشييد المبنى. أما الباقي، فالغرض منه «توفير المال لإجراء أعمال الصيانة المجانية، وتعليم مرتّلي القداس وتدريبهم، خصوصًا مَنْ توظّفهم الكنيسة لخدمتها». أوجدت هذه التركة مدرسة البنين المرموقة التي افتُتحت في أكتوبر عام 1909، ويُطلق عليها اليوم مدرسة القديس ألبان.
دُفنت هارييت لين جونستون في مقبرة غرين ماونت في بالتيمور، بولاية ماريلاند، بعد أن أقام الأسقف هنري واي ساترلي، وكانون ديفريز من كاتدرائية واشنطن الوطنية، مراسم الجنازة. يميّز قبرها الصليب الكلتي الذي يشبه صليب السلام الموجود في حرم الكاتدرائية. دُعي الضيوف في عام 1905 إلى مشاهدة حجر أساس المبنى الأول لمدرسة القديس ألبان، وهو ما سيضع أساسات «جوقة مدرسة لين جونستون للذكور من كاتدرائية واشنطن»، حسب ما أوردته الدعوة.

## إرثها
خصصت لين تركاتٍ في وصيّتها ساهمت في تأسيس مستشفى للأطفال ومدرسةً للذكور، ووهبت مجموعتها من الأعمال الفنية إلى مؤسسة سميثسونيان. أُطلق اسمها على كثيرٍ من سفن البحرية وخفر السواحل.
أُدرج منزل آل لين، وهو مسقط رأسها، ضمن السجل الوطني للأماكن التاريخية في سنة 1972.

### المستشفى والمدرسة
خصصت لين 400 ألف دولار (تعادل 12 مليونًا و100 ألف دولار بأموال العام 2021) لتأسيس منزل هارييت لين للأطفال العاجزين في مستشفى جونز هوبكنز، ويقع الأخير في بالتيمور بولاية ماريلاند، ليكون نصبًا تذكاريًا لطفليها الذين توفيا في سنّ الطفولة. افتُتح منزل هارييت لين رسميًا في أكتوبر عام 1912، وكان عيادة الأطفال الوحيدة المرفقة بكليةٍ طبية في كافة أنحاء الولايات المتحدة. عالج المركز الطبي أكثر من 60 ألف طفلٍ سنويًا، وأصبح منزل هارييت لين مركزًا علاجيًا وتعليميًا وبحثيًا رائدًا.
ترأست الطبيبة هيلين توسيغ العيادة القلبية لطب الأطفال منذ عام 1930 وحتى عام 1963، وهي الطبيبة التي ساهمت في تطوير إجراء جراحي لعلاج متلازمة زرقة الأطفال. أجرى طبيب الأطفال النفساني ليو كانر دراسات عن الأطفال المصابين بطيف التوحد، وأسس لوسون ويلكينز، طبيب الغدد الصماء لدى الأطفال، عيادة متخصصة في طب الغدد الصماء، وطوّرت هذه العيادة إجراءات مستخدمة عالميًا لعلاج الأطفال المصابين ببعض الاضطرابات الغديّة، مثل القزامة. حقق الطبيبان جون إي. برودلي ووليام جي. هاردي إنجازًا رائدًا يتيح اكتشاف ضعف السمع في سنّ مبكرة جدًا من مرحلة الطفولة. أصبح المركز الطبي منشأة ذائعة الصيت في مجال طب الأطفال، وقدّمت عيادات هارييت لين الخارجية خدماتها لآلاف الأطفال يوميًا. فضلًا عن ذلك، سُمي مرجع هارييت لين تيمنًا بها، وهو الدليل الإرشادي لأطباء الأطفال المقيمين، والمُستخدم على نطاقٍ واسع.
تمارس عيادات هارييت لين الخارجية مهامها في مختلف دول العالم.
لا تزال سلسلة مرجع هارييت لين المتخصص في طب الأطفال متوفرة على هيئة كتبٍ مطبوعة ورقمية، وتحمل عناوينًا متعددة أيضًا. تنشر دار موزبي الطبعة الثانية والعشرين التي تحمل العنوان الأصلي (دليل أطباء الأطفال المقيمين).